# جسیکا کمبل
جسیکا کمبل (به انگلیسی: Jessica Campbell) (زاده ۳۰ اکتبر ۱۹۸۲-درگذشته ۲۹ دسامبر ۲۰۲۰) بازیگر آمریکایی بود.
از کارهای معروف او می‌توان به بازی در فیلم‌های انتخابات و ایمنی اشیاء اشاره کرد.